# B-Sides (Beartooth)
B-Sides è un singolo del gruppo musicale statunitense Beartooth, pubblicato il 13 aprile 2019 in occasione del Record Store Day.
Contiene due brani inediti, Takeover e Messed Up, scartati dalla versione definitiva dell'album del 2018 Disease. Oltre alla versione 45 giri, limitata a 1 000 copie, il doppio singolo è stato anche reso disponibile per il download digitale a partire dal 10 maggio 2019.

## Tracce
Testi e musiche di Caleb Shomo.
1. Takeover – 2:58
2. Messed Up – 3:05

## Formazione
- Caleb Shomo – voce, chitarra, basso, batteria